# 蛇行剣

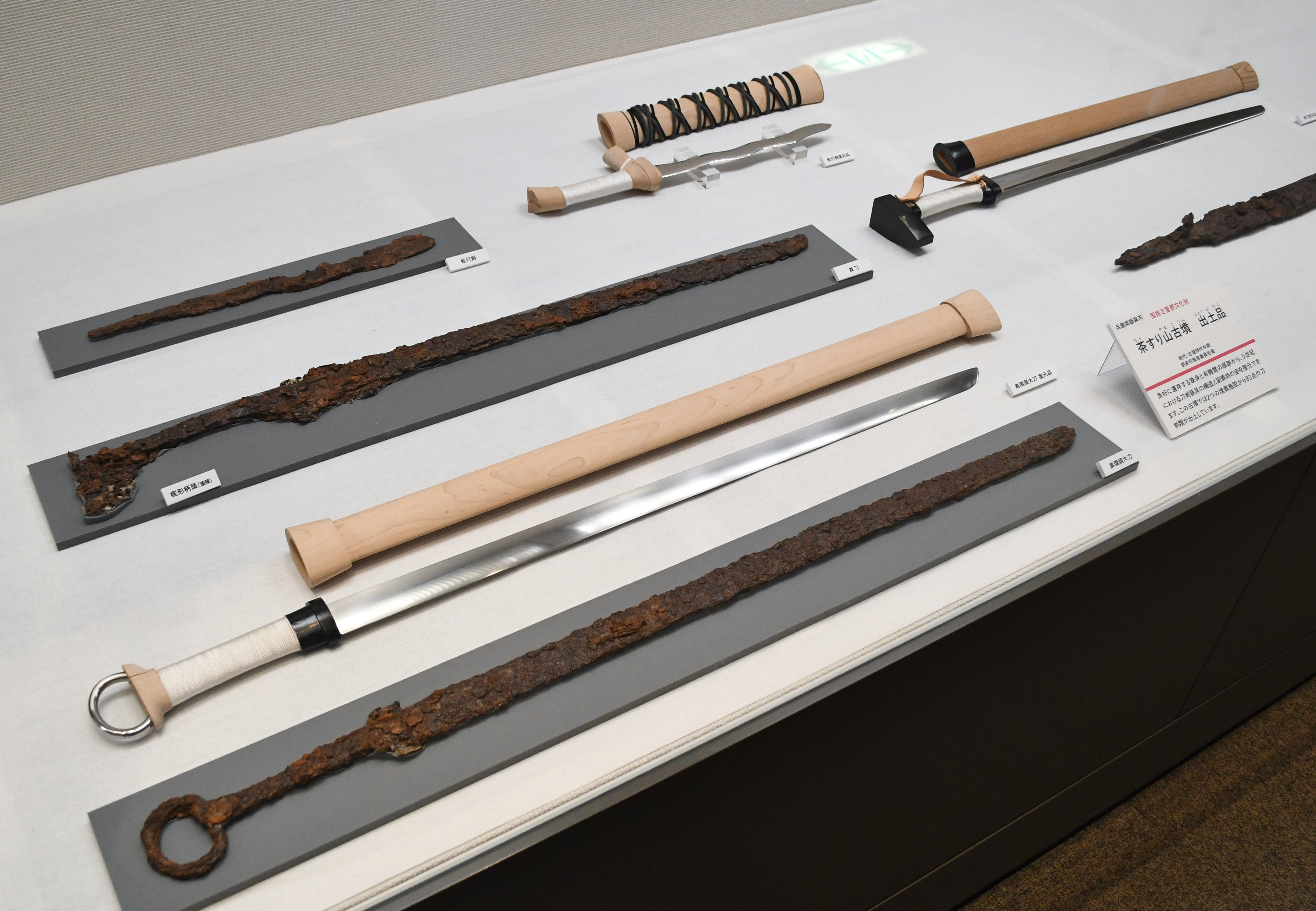
兵庫県朝来市の茶すり山古墳から出土した蛇行剣（奥左側）とその復元品（奥右側）。

蛇行剣（だこうけん）は、古墳時代の日本の鉄剣の一つ（大きさによっては鉾と捉えられている）。文字通り剣身が蛇のように曲がりうねっている（蛇が進行しているさまの如く）形状をしているため、こう名づけられている。

## 概要
西日本を中心に出土している鉄剣で、その形状と出土数から実用武器ではなく、儀礼用の鉄剣と考えられている。古墳や地下式横穴墓群などから出土している。南部九州（宮崎県・鹿児島県）地方発祥の鉄剣と考えられているが、5世紀初頭には近畿圏にも広がりをみせている（備考参照）。古墳時代における日本独自の形状の鉄剣・鉾という意味から、考古学上、重要な資料となっている。
古くは1925年（大正14年）に日向浄土寺山古墳（現延岡市、南方39号墳）から出土しており、鳥居龍蔵によってインドネシアのクリス短剣を連想するものと語られ、東南アジアにその性格（蛇信仰など）を求めるものと考察され、注目された。その後、1986年に楠元哲夫の考察から倭国の特異な武器として認識されるようになり、武装としての意味も考察されるようになるが、資料の少なさと南部九州に偏って出土するなどから、性格は必ずしも明らかではないとされる。
こうした蛇行形状の剣・鉾（剣身が短いものは長柄武器と見られる）の出土事例は2008年時点で、70本近くあり、本州（新潟、栃木県以西）から37本が出土し（この内、中部地方出土のものは12本）、残りの半数は南部九州地域に集中し、広域に分布を見せながらも、南部九州に集中しているという空間的に限定された二つの背反する現象があり、伊藤雅文は複雑な性格を有する遺物であると見解を示している。
大きいものは、奈良県北原古墳出土のものや三重県松阪市天王山1号墳の出土のもので、全長80センチを超える。2023年には奈良県富雄丸山古墳から国内最大となる長さ237センチのものが出土した。静岡県袋井市石ノ形古墳出土のものは鉄素材の分析が行なわれており、通常の剣より炭素分が少ない結果が出ており、蛇行形状を作るため、柔らかい鉄にする工夫とみられる。

## 備考
- 1987年時点では、宮崎県の9古墳9本が最多出土であり、西日本を中心に31本以上が出土している（現在でも出土数は増えている）。東北地方を中心に出土する蕨手刀（蝦夷の刀）に対し、蛇行剣は九州地方南部を中心として出土（特に地下式横穴墓の副葬品として多く出土）することから、90年代では、隼人と関連する呪術的な剣ではないかとの指摘もあったが、2000年代以降は地下式横穴墓と隼人を関連付ける考え方が多くの考古学研究者から否定されるようになっているため[7]、どこまで隼人と関連付けられる遺物であるか不明である。なお、西日本と東日本それぞれに特徴的な刀剣として比較されてはいるが、蛇行剣は4-5世紀頃、蕨手刀は7-8世紀頃と年代や情勢が全く違うことに注意されたい。
- 宮崎県えびの市島内（しまうち）地下式横穴墓群（5世紀中頃から6世紀にかけて）から出土した蛇行剣の長さは64.8センチ、鹿角装（ろつかくそう）蛇行剣は68センチで、いずれも65センチ前後となっている。
- 奈良県では主に宇陀郡（北東部）に集中して出土している（1987年時点・3古墳3本全て）。宇陀市守道の後出（うしろで）3号墳、同7号墳は、地名からして、「後手（しりへで）に刀剣を振る」所作（蛇を表した剣）を連想させる。後出古墳群（5世紀後半）は、副葬品からみて、武人の様相が強い被葬者とみられる。この事について、石野博信は、ワカタケル大王の親衛軍的性格を指摘し、親衛軍の中に呪力の強い剣を持った武人が存在したと捉えている[8]。
- 京都府綾部市の奥大石2号墳（5世紀初頭）出土の蛇行剣は全長70センチ。出土状況は、木棺を埋めた後に剣を置いて何らかの葬送儀礼を行ったものとみられる。
- 石川県狐塚古墳と兵庫県亀山古墳出土の蛇行剣は、槍や手矛（長柄系統の武器）としての形状と解釈されている面もある[9]。これを連想させる形状の武器として、中国の蛇矛があるが、時代的にみて、関連はない（蛇行剣は実用武器ではないとみられている）。
- 関東地方の出土例として、栃木県小山市桑57号墳のものが知られている。当古墳は5世紀末で、被葬者は歯の分析から30歳前後の女性と判明している[10]。
- 鞘と見られる木片（木質）がついた状態での出土例もあるが[11]、鞘の仕組みについては、二つ考えられる。一つは、剣身の最大幅の口をもった垂直的な形状の鞘、二つは、鞘が側面で開閉できる形状の鞘（これなら蛇行形状の鞘も可能である）。
- 似たような副葬品の剣として、曲身剣がある。ただし、こちらは曲げられていることから、剣に対する呪術性や霊力を否定したものと解釈されている。
- 現代中国武術に蛇行の鉾があるが、祭祀用ではなく傷口を広げるための実用の武器である。